# Frederick C. Beiser
Frederick Charles Beiser, född 27 november 1949 i Albert Lea, Minnesota, är en amerikansk filosof.
Beiser disputerade på avhandlingen The Spirit of the Phenomenology: Hegel's Resurrection of Metaphysics in the Phänomenologie des Geistes om Friedrich Hegels Andens fenomenologi. I sin forskning ägnar sig Beiser åt tysk idealism och i synnerhet åt Hegel.